# Philippe Strozzi le Jeune
Pour les autres membres de la famille, voir Famille Strozzi.
Philippe Strozzi le Jeune dit Filippo Strozzi (1489 - 18 décembre 1538) fut un banquier italien florentin condottiere de la Renaissance et, un des plus célèbres membres de la famille Strozzi.

## Biographie
Né à Florence avec le prénom de Giambattista Strozzi, il fut rebaptisé par sa mère avec le nom de son père Philippe Strozzi l'Ancien, qui mourut deux ans après sa naissance.
Philippe Strozzi commença sa carrière comme trésorier à Ferrare en 1513, et devint rapidement une figure à Florence de la politique et de l'économie.
Il a réussi à s'allier avec l'autre grande famille fortunée de Florence, les Médicis, par le biais de son mariage avec Clarice de Médicis, fille de Pierre II de Médicis, en 1508. Philippe Strozzi obtint d'importantes positions politiques et diplomatiques.

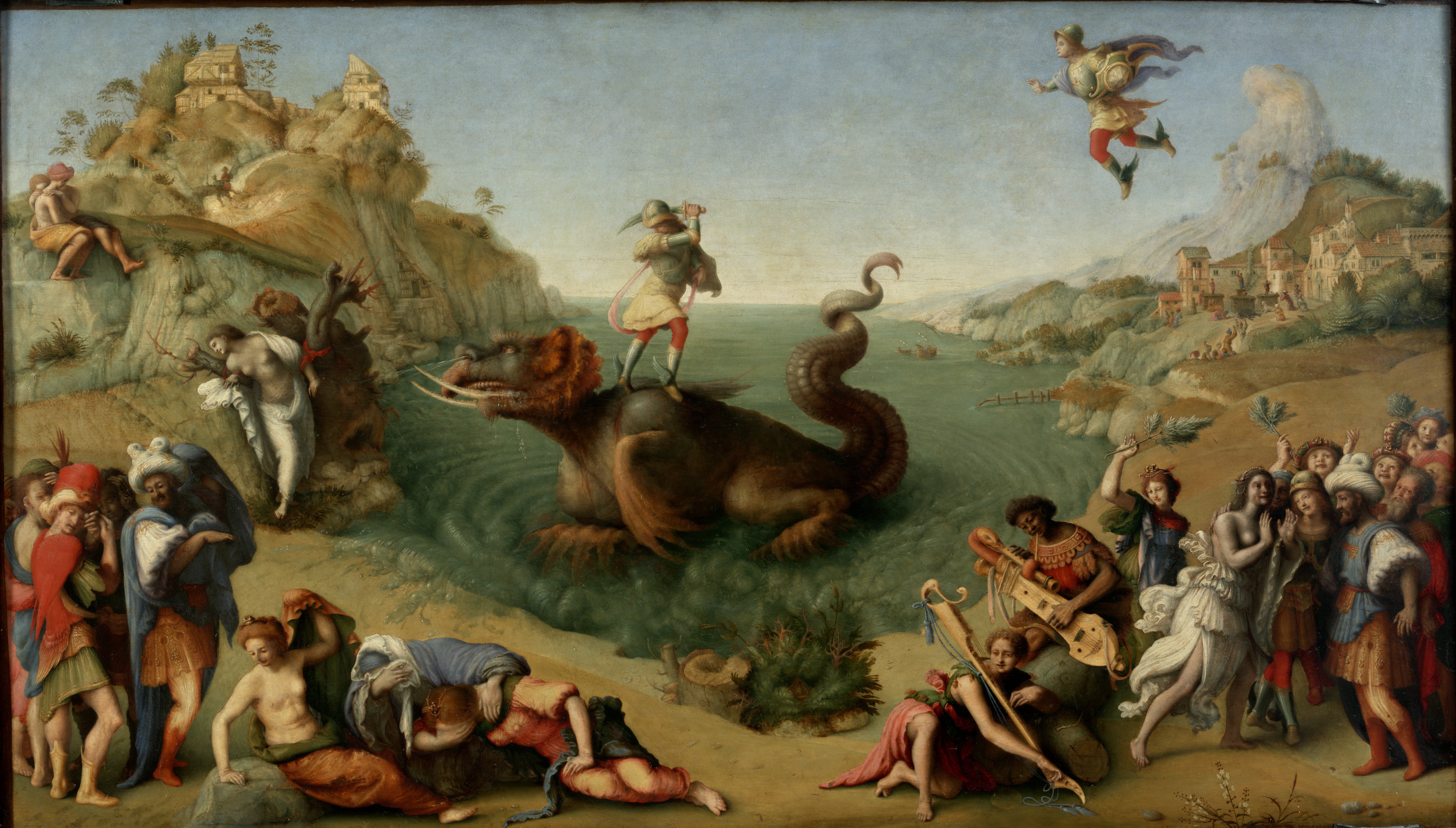
Libération d'Andromède, 1515
Musée des Offices

Selon Vasari, il commanda à Piero di Cosimo le tableau Persée délivre Andromède, exécuté vers 1515 qui fait vraisemblablement allusion au retour des Médicis à Florence en 1512.
Toutefois, il fut remplacé par Lorenzo et Alexandre de Médicis. Philippe et son fils Pierre Strozzi furent considérés comme des ennemis par les nouveaux seigneurs. Lorsque Clarice mourut, la pression devint insupportable, et ils s'exilèrent à Rome, afin d'échapper à une probable attaque de l'impitoyable Alexandre de Médicis.
Dans la maison de Philippe Strozzi le jeune à Rome, Catherine de Médicis, la future reine de France, et Lorenzino de Médicis étaient instruits. Il est probable que Philippe fomenta l'assassinat du tyrannique Alexandre de Médicis (1537).
La même année, Philippe Strozzi constitua une armée, avec de nombreux autres exilés florentins, et marcha sur Florence depuis la France. Les troupes de Strozzi furent arrêtées à la hâte par les troupes de Sestino rassemblés par le nouveau seigneur des Médicis, le futur Cosme de Médicis. La bataille décisive est survenue le 1er août 1537 à Montemurlo. Philippe Strozzi fut arrêté et incarcéré, alors que son fils Pierre Strozzi s'enfuit à Venise, puis s'exila en France.
Il est mort dans la forteresse de San Giovanni Battista, à Florence, par suicide ou tué sur ordre de Cosme de Médicis.